# Over de muur
Over de muur is de derde single van de Nederlandse muziekgroep Klein Orkest die in de Nederlandse Top 40, Nationale Hitparade en de TROS Top 50 belandde. De B-kant was Achter elke deur.

## Achtergrond
Na Laat mij maar alleen en Koos Werkeloos had Klein Orkest in de zomer van 1984 een top 10-hit met Over de muur. De single werd reeds op 1 november 1983 uitgebracht en stond in week 51 en 52 van dat jaar ook twee weken op de nummer 1-positie van de Verrukkelijke 15 op de VARA dinsdag op Hilversum 3. Bovendien verkoos VARA dj Felix Meurders de plaat op dinsdag 1 november 1983 (dag van de single uitgave) tot zijn "Verrukkelijke hittip".
De single werd in juni 1984, na de grote vredesdemonstratie van oktober 1983 op het Malieveld in Den Haag, opnieuw uitgebracht. Harrie Jekkers koos er bewust voor om geen partij te kiezen omtrent het kernwapenvraagstuk. 
Het lied geeft de situatie weer in een verdeeld Europa na de Tweede Wereldoorlog. In het Westen heerste (zogenaamde) vrijheid en in het Oosten werd iedereen onderdrukt. In het lied wordt aan de hand van de situatie in de verdeelde stad Berlijn de situatie geschetst.
Oost-Berlijn wordt genoemd als voorbeeld van de heilstaat die Lenin en Karl Marx voor ogen stond; tegelijkertijd wordt geconstateerd dat je in die zogenaamde heilstaat voornamelijk op je tellen moest passen bij een afwijkende mening; een afwijkende mening mondde nog weleens uit in opsluiting in een psychiatrische instelling.
West-Berlijn wordt genoemd als bolwerk van vrijheid, voorbeeld van het kapitalisme. De vrijheid wordt verbeeld door porno, peepshow, zuipen en gokken. Daarbij wordt als schrijnend contrast de armoede in de wijk Kreuzberg genoemd, die in die jaren te boek stond als zeer arm. De aldaar wonende immigranten uit Turkije, maar ook geboren Duitsers, hadden het verre van breed. Vrijheid bleek daar alleen niet duur voor mensen met geld. Demonstreren mocht wel, maar de noodzaak om te demonstreren bestond ook.
Centraal in het nummer zijn echter vogels. Deze vliegen over de muur van Oost- naar West-Berlijn. Jekkers stond circa 13 jaar eerder bij Checkpoint Charlie en zag een hoop grenscontroles voor mensen, terwijl de vogels gewoon over en weer vlogen, aldus Jekkers in een interview met Leo Blokhuis voor het programma Soundtrack van de Koude Oorlog (2021). Ze kunnen naar beide stadsdelen zonder te worden neergeschoten. 
De plaat werd door dj Frits Spits en producer-invaller Tom Blomberg op maandag 18 juni 1984 verkozen tot de 302e NOS Steunplaat van de week in het radioprogramma De Avondspits op Hilversum 3. De plaat werd een grote hit in de destijds drie landelijke hitlijsten op de nationale publieke popzender en bereikte de 9e positie in de Nationale Hitparade en de 10e positie in zowel de Nederlandse Top 40 als de TROS Top 50. In de Europese hitlijst op Hilversum 3, de TROS Europarade, werd géén notering behaald.
In België (Vlaanderen) werd géén notering behaald in zowel de voorloper van de Vlaamse Ultratop 50 als de Vlaamse Radio 2 Top 30. Ook in Wallonië werd géén notering behaald.
De plaat staat sinds de allereerste editie in december 1999 onafgebroken genoteerd in de jaarlijkse NPO Radio 2 Top 2000 van de Nederlandse publieke radiozender NPO Radio 2, met als hoogste notering een 30e positie in 2019.
Toen de Berlijnse muur op donderdagavond 9 november 1989 viel, kwam de plaat in december dat jaar opnieuw in de belangstelling en werd opgepikt door Radio 2 en Radio 3 en bereikte ook toen weer de top 10 van de destijds twee landelijke hitlijsten op Radio 3 (de Nederlandse Top 40 en de Nationale Top 100); toen op cd-single.
Harrie Jekkers lichtte de plaat in december 2016 toe in een minidocumentaire van Leo Blokhuis voor het televisieprogramma Top 2000 à Go-Go op NPO 3. Hij kreeg inspiratie voor dit nummer toen hij in 1970 bij Checkpoint Charlie stond te wachten om toegelaten te worden tot Oost-Berlijn en een vergelijking kon maken met West-Berlijn. Hij moest lang wachten voor de grenscontroles. Daarbij zag hij dat een hond bij de grenswacht gewoon kon doorlopen en de vogels over en weer de grens over vlogen. Jekkers verving de hond door vogels, want vogels kunnen in tegenstelling tot honden inderdaad niet worden teruggefloten. Zelf had hij er weinig vertrouwen in dat het zou verkopen. Te moeilijke woorden als Kurfürstendamm zouden nadelig zijn voor een goede singleverkoop; hij kreeg uiteindelijk ongelijk.
In november 2019, dertig jaar na de val van de Berlijnse muur, speelde Klein Orkest in de originele bezetting nog eenmaal Over de muur, live in het televisieprogramma De Wereld Draait Door op NPO 1.

## Covers
In 2020 zong zanger Wulf het lied bij het televisieprogramma Beste Zangers. Deze versie kwam tot de 93e positie in de Single Top 100.

## Hitnoteringen

### Nederlandse Top 40
| "Over de muur" in de Nederlandse Top 40 - binnen 30-06-1984 | "Over de muur" in de Nederlandse Top 40 - binnen 30-06-1984 | "Over de muur" in de Nederlandse Top 40 - binnen 30-06-1984 | "Over de muur" in de Nederlandse Top 40 - binnen 30-06-1984 | "Over de muur" in de Nederlandse Top 40 - binnen 30-06-1984 | "Over de muur" in de Nederlandse Top 40 - binnen 30-06-1984 | "Over de muur" in de Nederlandse Top 40 - binnen 30-06-1984 | "Over de muur" in de Nederlandse Top 40 - binnen 30-06-1984 | "Over de muur" in de Nederlandse Top 40 - binnen 30-06-1984 | "Over de muur" in de Nederlandse Top 40 - binnen 30-06-1984 | "Over de muur" in de Nederlandse Top 40 - binnen 30-06-1984 | binnen 23-12-1989 | binnen 23-12-1989 | binnen 23-12-1989 | binnen 23-12-1989 | binnen 23-12-1989 |
| Week                                                        | 1                                                           | 2                                                           | 3                                                           | 4                                                           | 5                                                           | 6                                                           | 7                                                           | 8                                                           | 9                                                           |                                                             | 10                | 11                | 12                | 13                |                   |
| ----------------------------------------------------------- | ----------------------------------------------------------- | ----------------------------------------------------------- | ----------------------------------------------------------- | ----------------------------------------------------------- | ----------------------------------------------------------- | ----------------------------------------------------------- | ----------------------------------------------------------- | ----------------------------------------------------------- | ----------------------------------------------------------- | ----------------------------------------------------------- | ----------------- | ----------------- | ----------------- | ----------------- | ----------------- |
| Nummer                                                      | 38                                                          | 24                                                          | 17                                                          | 12                                                          | 10                                                          | 11                                                          | 15                                                          | 25                                                          | 35                                                          | uit                                                         | 34                | 25                | 27                | 36                | uit               |

### Nationale Hitparade
| "Over de muur" in de Nationale Hitparade - binnen: 07-07-1984 | "Over de muur" in de Nationale Hitparade - binnen: 07-07-1984 | "Over de muur" in de Nationale Hitparade - binnen: 07-07-1984 | "Over de muur" in de Nationale Hitparade - binnen: 07-07-1984 | "Over de muur" in de Nationale Hitparade - binnen: 07-07-1984 | "Over de muur" in de Nationale Hitparade - binnen: 07-07-1984 | "Over de muur" in de Nationale Hitparade - binnen: 07-07-1984 | "Over de muur" in de Nationale Hitparade - binnen: 07-07-1984 | "Over de muur" in de Nationale Hitparade - binnen: 07-07-1984 | "Over de muur" in de Nationale Hitparade - binnen: 07-07-1984 | "Over de muur" in de Nationale Hitparade - binnen: 07-07-1984 | "Over de muur" in de Nationale Hitparade - binnen: 07-07-1984 | binnen: 02-12-1989 | binnen: 02-12-1989 | binnen: 02-12-1989 | binnen: 02-12-1989 | binnen: 02-12-1989 | binnen: 02-12-1989 | binnen: 02-12-1989 | binnen: 02-12-1989 | binnen: 02-12-1989 | binnen: 02-12-1989 | binnen: 02-12-1989 |
| Week                                                          | 1                                                             | 2                                                             | 3                                                             | 4                                                             | 5                                                             | 6                                                             | 7                                                             | 8                                                             | 9                                                             | 10                                                            |                                                               | 11                 | 12                 | 13                 | 14                 | 15                 | 16                 | 17                 | 18                 | 19                 | 20                 |                    |
| ------------------------------------------------------------- | ------------------------------------------------------------- | ------------------------------------------------------------- | ------------------------------------------------------------- | ------------------------------------------------------------- | ------------------------------------------------------------- | ------------------------------------------------------------- | ------------------------------------------------------------- | ------------------------------------------------------------- | ------------------------------------------------------------- | ------------------------------------------------------------- | ------------------------------------------------------------- | ------------------ | ------------------ | ------------------ | ------------------ | ------------------ | ------------------ | ------------------ | ------------------ | ------------------ | ------------------ | ------------------ |
| Nummer                                                        | 16                                                            | 11                                                            | 10                                                            | 9                                                             | 10                                                            | 15                                                            | 21                                                            | 29                                                            | 41                                                            | 49                                                            | uit                                                           | 100                | 85                 | 65                 | 39                 | 28                 | 26                 | 31                 | 39                 | 67                 | 81                 | uit                |

### TROS Top 50
Hitnotering: 28-06-1984 t/m 23-08-1984. Hoogste notering: #10 (1 week). 

### Evergreen Top 1000
| Evergreen Top 1000 "Over De Muur" | Evergreen Top 1000 "Over De Muur" | Evergreen Top 1000 "Over De Muur" | Evergreen Top 1000 "Over De Muur" | Evergreen Top 1000 "Over De Muur" | Evergreen Top 1000 "Over De Muur" | Evergreen Top 1000 "Over De Muur" | Evergreen Top 1000 "Over De Muur" | Evergreen Top 1000 "Over De Muur" | Evergreen Top 1000 "Over De Muur" | Evergreen Top 1000 "Over De Muur" | Evergreen Top 1000 "Over De Muur" | Evergreen Top 1000 "Over De Muur" | Evergreen Top 1000 "Over De Muur" | Evergreen Top 1000 "Over De Muur" | Evergreen Top 1000 "Over De Muur" | Evergreen Top 1000 "Over De Muur" |
| Jaar                              | 2008                              | 2009                              | 2010                              | 2011                              | 2012                              | 2013                              | 2014                              | 2015                              | 2016                              | 2017                              | 2018                              | 2019                              | 2020                              | 2021                              | 2022                              | 2023                              |
| --------------------------------- | --------------------------------- | --------------------------------- | --------------------------------- | --------------------------------- | --------------------------------- | --------------------------------- | --------------------------------- | --------------------------------- | --------------------------------- | --------------------------------- | --------------------------------- | --------------------------------- | --------------------------------- | --------------------------------- | --------------------------------- | --------------------------------- |
| Positie                           | 449                               | 831                               | 820                               | 820                               | 852                               | -                                 | -                                 | -                                 | 106                               | 41                                | 36                                | 23                                | 27                                | 53                                | 49                                | 59                                |

### NPO Radio 2 Top 2000
| Nummer met noteringen in de NPO Radio 2 Top 2000 | '99 | '00 | '01 | '02 | '03 | '04 | '05 | '06 | '07 | '08 | '09 | '10 | '11 | '12 | '13 | '14 | '15 | '16 | '17 | '18 | '19 | '20 | '21 | '22 | '23 | '24 |
| ------------------------------------------------ | --- | --- | --- | --- | --- | --- | --- | --- | --- | --- | --- | --- | --- | --- | --- | --- | --- | --- | --- | --- | --- | --- | --- | --- | --- | --- |
| Over de muur                                     | 32  | 38  | 54  | 50  | 59  | 56  | 48  | 47  | 64  | 52  | 47  | 56  | 83  | 71  | 84  | 60  | 76  | 81  | 45  | 60  | 30  | 38  | 39  | 45  | 41  | 42  |

1. ↑  Een vetgedrukt getal geeft de hoogste notering aan.